# Detlef Eckert

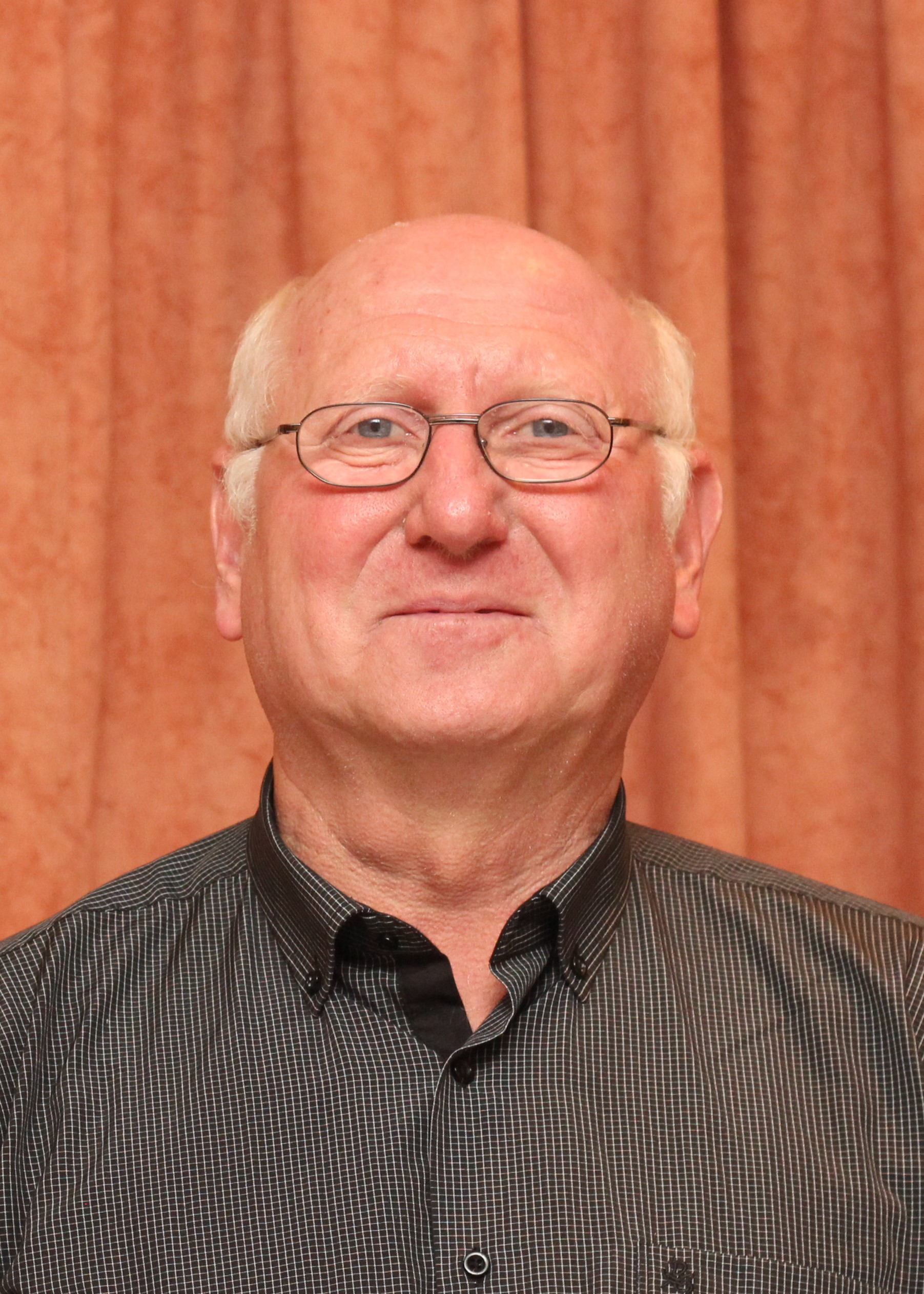
Detlef Eckert (2019)

Detlef Eckert (* 5. Juni 1951 in Halberstadt) ist ein deutscher Politiker der Partei Die Linke. Er ist ehemaliges Mitglied des Landtages von Sachsen-Anhalt. Außerdem ist er Kugelstoßer.

## Leben und Beruf
Nach dem Abitur 1969 und einer Ausbildung als Zierpflanzengärtner wurde Eckert 1974 Diplomlehrer. Eine 1982 begonnene Aspirantur schloss er 1986 mit der Promotion zum Dr. phil. zum Thema „Die Politik der SED zur Durchsetzung des wissenschaftlich-technischen Fortschritts im Fünfjahrplanzeitraum 1966 bis 1970“ ab.
Von 1973 bis 1980 arbeitete er als Lehrer an einer allgemeinbildenden Schule, von 1980 bis 1982 als Lehrer an einer SED-Bezirksparteischule. Von 1982 bis 1991 war er an der Akademie für Gesellschaftswissenschaft beschäftigt, von 1991 bis 1998 als wissenschaftlicher Mitarbeiter und Beauftragter für Behindertenpolitik der PDS-Bundestagsgruppe.
Er ist verheiratet und hat drei Kinder.

## Politik/Partei
Eckert trat 1977 in die SED ein wechselte nach der Deutschen Wiedervereinigung 1990 in die PDS (heute „Die Linke“). Innerhalb seiner Partei Die Linke ist er Mitglied der Arbeitsgemeinschaften Behindertenpolitik und Sport. Von 1999 bis 2007 war er Mitglied des Kreistages im Landkreis Halberstadt und von 2007 bis 2010 Mitglied des Kreistages im Landkreis Harz. Seit der Kommunalwahl vom Juni 2009 ist er Mitglied des Stadtrates der Kreisstadt Halberstadt.
Seit 2015 ist er Mitglied des Landesverfassungsgerichts Sachsen-Anhalt.

## Abgeordneter
Von 1998 (3. Wahlperiode) bis 2011 gehörte Eckert dem Landtag von Sachsen-Anhalt an. Er vertrat seine Fraktion im Ausschuss für Soziales.

## Sportler
Detlef Eckert hat eine Gehbehinderung. Er begann mit der Leichtathletik in der Disziplin Kugelstoßen. Mit der Deutschen Behindertensportnationalmannschaft nahm er an den Paralympischen Sommerspielen 1992 und 1996 teil und gewann zwei Silbermedaillen im Kugelstoßen. 1992 in Barcelona wurde er hinter seinem Teamkollegen Jörg Frischmann in der Leistungsgruppe THS 2 Zweiter. Auch bei den Paralympischen Sommerspielen 1996 trat er für Deutschland im Kugelstoßen in der Leistungsgruppe F 42 an und erzielte erneut den zweiten Platz.
Bereits am 23. Juni 1993 wurde er von Bundespräsident Richard von Weizsäcker für den Gewinn der Silbermedaille bei den Paralympischen Sommerspielen 1992 mit dem Silbernen Lorbeerblatt ausgezeichnet.